# Latrodectus quartus
Latrodectus quartus là một loài nhệ trong họ Theridiidae.